# Party Girl (McFly)
Party Girl was een single van het vijfde studioalbum van de Britse popband McFly, Above the Noise. Doordat de single de zesde plaats bereikte in de UK Singles Chart werd het de zestiende single van McFly die een "top tien"-positie behaalde in deze hitlijst.